# Герцог де Прален
Герцог де Прален (Шуазёль-Прален) (фр. Duché de Praslin) — французский аристократический титул. Он был создан 21 ноября 1762 года королем Людовиком XV для Сезара Габриэля де Шуазёль-Пралена, графа де Шевиньи (1712—1785). Он был старшим сыном Юбера де Шуазёля, маркиза де Пралена, и Луизы-Генриетты де Бово.

## История
Сезар Габриэль де Шуазёль-Прален, граф де Шевиньи, 21 ноября 1762 года получил от короля Франции Людовика XV титул герцога де Пралена и пэра Франции. 10 декабря того же 1762 года Парижский парламент утвердил его вступление в герцогский титул. Он занимал должности министра иностранных дел (1761—1766) и морского министра (1766—1770). Ему наследовал в 1785 году его единственный сын, Рене Сезар Луи де Шуазёль-Прален (1735—1791), 2-й герцог де Прален. Его сменил его старший сын, Антуан-Сезар де Шуазёль-Прален (1756—1808), 3-й герцог де Прален.
Шарль-Феликс де Шуазёль-Прален (1778—1841), правнук 1-го герцога де Пралена, получил от императора Наполеона I должность камергера (1805) и титул графа Империи (1810). 4 июня 1814 года он был назначен членом Палаты пэров. Во время возвращения к власти Наполеона (Сто дней) герцог де Прален сохранил звание пэра Франции. 24 июля 1815 года он был исключен из состава Палаты пэров, но 21 ноября 1819 года вторично включен королем Людовиком XVIII в состав Палаты пэров.
Шарль де Шуазёль-Прален (1805—1847), старший сын предыдущего, был депутатом от департамент Сена и Марна (1839—1842) и пэром Франции (1845—1847). Он был женат с 1824 года на Франсуазе Себастиани де Ла Порта (1807—1847), единственной дочери маршала Ораса Франсуа Бастьена Себастьяниа де Ла Порта. Супруга принесла герцогу Шарлю Теобальду огромное состояние и девять или десять детей. Несмотря на это, их семейная жизнь не была благополучной. Герцог часто изменял своей супруге, в том числе с гувернантками своих детей. 17 августа 1847 года герцогиня де Прален была найдена мертвой в своей комнате. В смерти жены сразу же стал обвиняться герцог Шарль Теобальд де Шуазёль-Прален. Первоначально он был заключен под домашний арест, а затем отправлен в тюрьму Люксембургского дворца, где должен был ожидать суда пэров. 24 августа 1847 года в камере 42-летний герцог де Прален покончил жизнь самоубийством, приняв мышьяк.

## Список герцогов де Прален
- 1762—1785: Сезар Габриэль де Шуазёль-Прален (15 августа 1712 — 15 ноября 1785), граф де Шевиньи, 1-й герцог де Прален, старший сын Юбера де Шуазёля, маркиза де Шуазёля (ум. 1727), и Луизы-Генриетты де Бо
- 1785—1791: Рено Сезар де Шуазёль-Прален (18 января 1735 — 5 декабря 1791), 2-й герцог де Прален, единственный сын предыдущего и Анн-Марии де Шампань де Виллен де Ла Сюз (ум. 1783). Депутат Генеральных штатов 1789 года
- 1791—1808: Антуан-Сезар де Шуазёль-Прален (6 апреля 1756 — 28 января 1808), 3-й герцог де Прален, старший сын предыдущего и Гийонны Маргариты Филиппины де Дюрфор де Лорж (1737—1806), дочери Ги Луи Дюрфора де Лоржа, 2-го герцога де Лоржа (1714—1775). Депутат Генеральных штатов 1789 года.
- 1808—1841: Шарль-Феликс де Шуазёль-Прален (24 марта 1778 — 29 июня 1841), 4-й герцог де Прален, единственный сын предыдущего и Шарлотты Антуанетты О’Брайен Томонд (1759—1808), дочери Шарля О’Брайена де Клер де Томонд (1699—1761)
- 1841—1847: Шарль Лор Гуго Теобальд де Шуазёль-Прален (29 июня 1805 — 24 августа 1847), 5-й герцог де Прален, старший сын предыдущего и Шарлотты Лауры Олимпы Ле Тоннелье де Бретейль (1779—1861)
- 1847—1906: Гастон Луи Филипп де Шуазёль-Прален (7 августа 1834 — 12 февраля 1906), 6-й герцог де Прален, старший сын предыдущего и Франсуазы Себастиани де Ла Порта (1807—1847)
- 1906—1937: Мари Жан-Батист Гастон де Шуазёль-Прален (13 ноября 1876 — 8 сентября 1937), 7-й герцог де Прален, старший сын предыдущего и Элизабет Форбс (1850—1932). Был дважды женат, но детей не имел
- 1937—1966: Мари Сезар Габриэль де Шуазёль-Прален (20 сентября 1879 — 24 июня 1966), 8-й герцог де Прален, младший брат предыдущего, второй сын 6-го герцога де Пралена.
- 1966—2002: Мари Сезар Гастон Жан Антуан Луи де Шуазёль-Прален (29 сентября 1915 — 28 апреля 2002), 9-й герцог де Прален, старший сын предыдущего
- 2002 — настоящее время: Рено Жозеф Мари Леонард Габриэль Жак де Шуазёль-Прален (род. 23 февраля 1945), племянник предыдущего, единственный сын Рене Мари Габриэля Шарля Пьера де Шуазёля-Пралена, маркиза де Шуазёль-Прален (1917—2001), и Марии Терезы Рене Клотильды Одри де Суси (1922—2010)
  - наследник титула: Эмманюэль Мари Арман Рене де Шуазёль-Прален, маркиз де Шуазёль-Прален (род. 1981), единственный сын предыдущего. Женат с 2006 года на Агате Марии Доротее Фуке (род. 1982), двое детей.